# ريكولدو دي مونتي

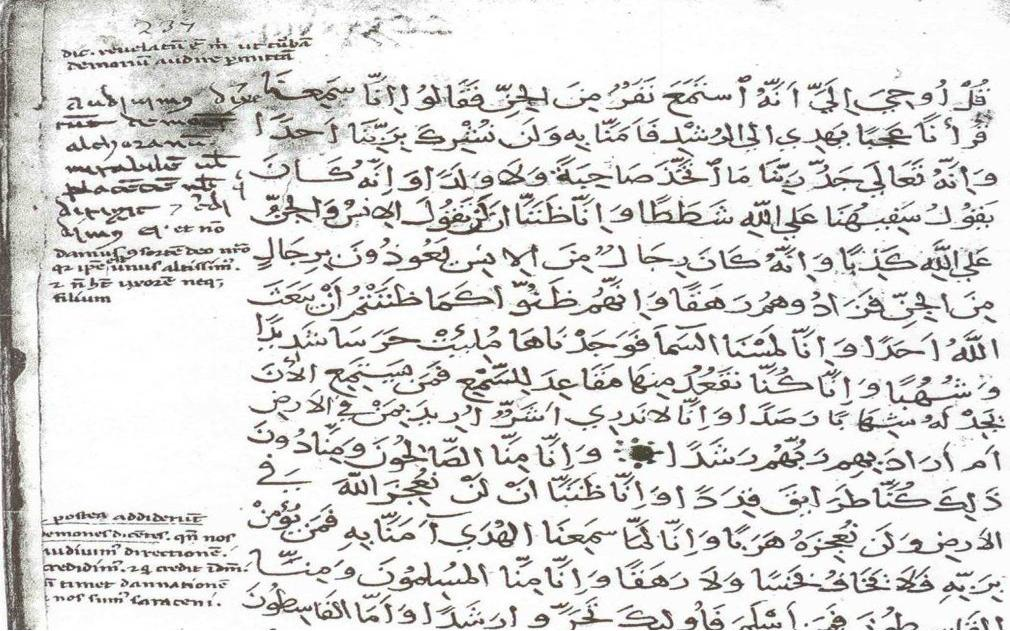
مخطوطة للقرآن وفي هامشها تعليقات لريكولدو باللاتينية - مكتبة فرنسا الوطنية.

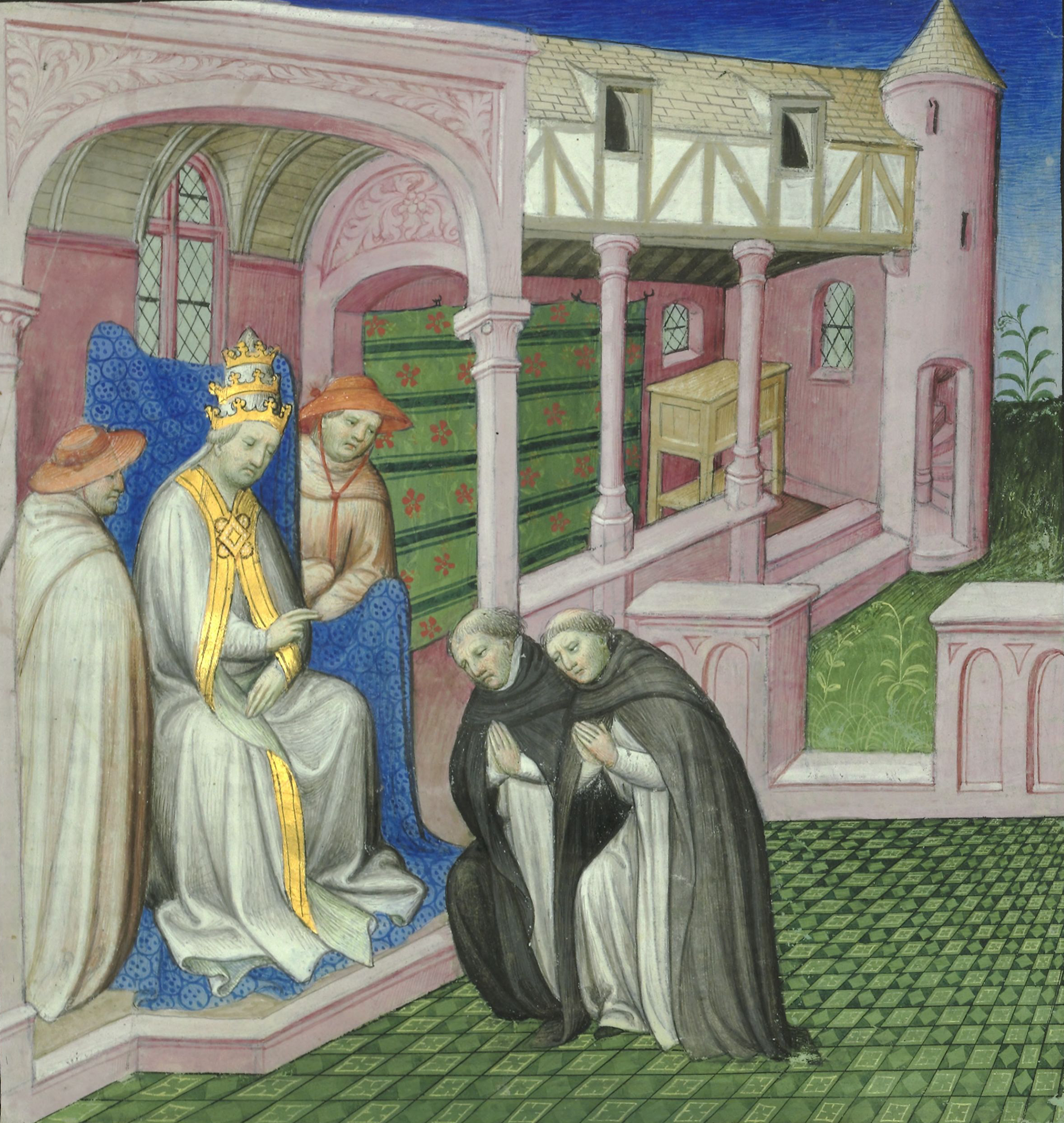
ريكولدو والبابا نقولا الرابع.

ريكولدو دي مونتي (بالإيطالية: Riccoldo da Monte di Croce)‏ (1243 - 1320 م) هو راهب دومنيكي ومبشر عنيف الخصومة ضد الإسلام.

## ترجمته
ولد في فيرنتسه نحو سنة 1243 م. كان مدرساً في فيرنتسه وپراتو من 1272 حتى 1228 م. بعثه البابا نقولا الرابع إلى الشرق، فتجول في فلسطين وأرمينية والعراق، حيث قضى نحو عشر سنوات في الموصل وبغداد. وحاول في تلك الفترة أن يدعو اليعاقبة في الموصل والنساطرة في بغداد إلى الانضمام إلى الكنيسة الكاثوليكية في رومة.
عاد بعدها إلى فيرنتسه سنة 1301 م وبها توفي في 31 تشرين الأول 1320 م.

## آثاره
له كتاب في الرد على المسلمين والقرآن وآخر عن «أسفاره» في الشرق.

## روابط خارجية
- ريكولدو دي مونتي على موقع الموسوعة البريطانية (الإنجليزية)